# 上飯田天神山古墳
上飯田天神山古墳（かみいいだてんじんやまこふん）は、かつて神奈川県横浜市泉区上飯田町字天神山に存在した古墳時代中期末（5世紀末〜6世紀初頭頃）の古墳。径約30メートルの円墳で、泉区内唯一の高塚古墳だった。

## 概要
同古墳は境川に面した台地にあり、住宅地工事に先立ち発見され、民間発掘会社により2008年（平成20年）4月〜5月に発掘調査された。発掘後は宅地にされた。
墳丘は、13世紀後半〜16世紀後半に中世墳墓として再利用されており、上部から中世墓の土坑が掘られたため崩れていたが、径30メートルほどの周溝（古墳の周囲に掘られる溝）が残り、底から土師器が出土したことで古墳と判明した。周溝には土橋が設けられていた。埋葬主体部（墓壙）らしき遺構も残っていたが、副葬品は全く見つからなかった。後から墳丘上に造られた中世墳墓群や周溝の上位に溜まった土からは、13世紀後半〜16世紀後半の天目茶碗や常滑焼の甕、硯などが見つかった。
周溝出土の土師器の形態から、5世紀末〜6世紀初頭頃の築造と推定され、横穴墓以外、古墳がほとんど知られていない境川中流域での数少ない発見例となった。

## 参考図書
- 盤古堂『上飯田天神山古墳』株式会社盤古堂、2010年6月30日、1-22頁。